# Динг Лирен
Динг Лирен (Венџоу, 24. октобар 1992) јесте кинески шаховски велемајстор. Он је најбоље рангирани кинески шахиста у историји и такође троструки првак Кине у шаху. Oсвојио је Светско првенство у шаху 2023. године над Иан Непомниачијем, поставши први кинески играч који држи титулу. Tакође је победник Grand Chess Tour-a 2019. године и Sinquefield Cup-а 2019. године, као први играч од 2007. године који је победио Магнуса Карлсена у доигравању. Он је први кинески играч који је играо на Кандидатском турниру и прешао 2800 Ело бодова на ФИДЕ светској ранг листи.
- Постао је најмлађи првак Кине у шаху са 16 година, победивши десет великих мајстора на националном првенству 2009. године.[4]
- Он је први играч у историји који је достигао финале Светског купа у шаху два пута за редом, 2017. и 2019. године.[4]
- Он је имао најдужу серију несавладаних партија у врхунском шаху, снимивши 100 партија без пораза од августа 2017. до новембра 2018. године.

## Млађи живот и образовање
Динг Лирен је рођен у Венџоу, граду на југоистоку Кине, који има богату шаховску историју. Он је почео да учи шах са четири године и имао је истог почетног тренера као бивша светска шампионка у женском шаху Зу Чен. Динг Лирен је ишао у Основну школу Венџоу Жоујуан и Зејанг Венџоу Гимназију. После тога, он је дипломирао на Правном факултету Пекиншког универзитета.

## Шаховска каријера (1996—2016)
Као тинејџер, он је редовно учествовао и побеђивао на јаким турнирима за своје старосне групе у Ли Ченгзи Купу. Такође се такмичио на светској сцени, у новембру 2004. године, он је изједначио за прво место на Светском првенству за младе до 10, и до 12 година. Динг је завршио као други по додатном критеријуму на оба такмичења.
Са 11 година, Динг се такмичио на Кинестом тимском првенству у шаху и освојио је 1 од 4 поена. Следеће године је учествовао на свом првом индивидуалном Кинеском турниру у шаху и завршио је са 3.5 од 7 поена. Следећи пут када се такмичио на истом турниру било је 2008. године, када је освојио 5.5/11 поена, довољних за 6. место.
Имао је своју пробијачку годину 2009. године када је са само 16 година кинески феномен доказао да је врхунски шахиста. На Кинеском првенству 2009. године, где се такмичило 12 шахиста, од којих су 10 били велики мајстори, а тројица на врху поља а то су велемајстори Ни Ху(2774 рејтинг), Би Сиангзи(2704) и Ванг Хао(2696). Динг је победио свих 10 мајстора и постао најмлађи првак Кине у шаху. Исте године добио је награду великог мајсторства од ФИДЕ организације
Динг је освојио Кинеско првенство у шаху по други пут 2011. године, и по трећи пут 2012. године. Такође је био кључни члан кинеског тима на Олимпијским играма у шаху 2014. и 2018. године, на којима је кинеска мушка екипа освојила златне медаље.
Такође је освојио златну медаљу за индивидуални учинак на Олимпијским играма 2018-године.
Освојио је златну медаљу за тимски учинак и сребрну медаљу за индивидуални учинак на Светском првенству у шаху 2015. године. У августу 2015. године постао је први кинески играч након Ванг Јуеа који је ушао у топ 10 ФИДЕ играча на свету.
У јулу 2016. године, са блиц рејтингом од 2875, био је играч блица са највећим рејтингом на свету.

### Кандидатски Турнир(2017-2019)
У септембру 2017. године, Динг је постао први кинески играч који је био квалификован за Кандидатски турнир, који је предзадња фаза у Светском првенству у шаху. На Кандидатском турниру 2018. године, зауео је четврто место са једном победом и тринаест нерешених партија, и био је једини кандидат без пораза на целом турниру.
У септембру 2018. године, Динг је постао први кинески играч који је прешао 2800 ело бодова на ФИДЕ светској ранг листи, док је у новембру исте године достигао рејтинг од 2816 ело бодова, што га је сместило на десето место највећих рејтинга у истоји шаха.
У августу 2019. године, он је освојио Sinquefield Куп, са две победе и девет нерешених партија, победивши тренутног светског шампиона Магнуса Карлсена у доигравању истог турнира.

### Кандидатски турнир 2022. године и Светско првенство 2023. године
У 2020. години, Динг је учествовао на кандидатском турниру, који је био прекинут због пандемије корона вируса. Имао је лош почетак, изгубивши две партије од Ванг Хаоа и Аниша Гирија, али је турнир завршио са 2.5/7 поена на крају. Турнир је настављен 2022. године, а Динг је играо много боље и завршио турнир са 8/14 поена, друго место иза Јан Нипомничија који је имао 8.5/14 поена. Тиме се квалификовао за Светско првенство у шаху 2023. године које се одржало у Астани, Kaзахстан.
На светском првенству 2023. године, Динг је играо против Јан Непомничија у напетом мечу од 14 партија. После 7 партија, резутат је био изједначен са 4 ремија и по једном победом за оба играча. У осмој партији, Динг је победио са црним фигурама и узео предност. Међутим, Непомничи је одговорио у деветој партији, победивши са белим фигурама, изједначивши резултат. Следеће 4 партије су биле нерешене, што је довело до последње партије која је одлучила светског првака.
У последњој партији, Динг је након 74. потезу, након неколико грешака са обе стране, успео да матира Јана Непомничија и тиме постао нови светски шампион у шаху(Магнус Карлсен је одбио да игра у турниру и тиме предао место светског првака). Такође је постао први кинески играч које је освојио ту титулу.
|                     | Рејтинг | Класичне партије | Класичне партије | Класичне партије | Класичне партије | Класичне партије | Класичне партије | Класичне партије | Класичне партије | Класичне партије | Класичне партије | Класичне партије | Класичне партије | Класичне партије | Класичне партије | Бодови | Брзе партије | Брзе партије | Брзе партије | Брзе партије | Укупно |
| 1                   | Рејтинг | 2                | 3                | 4                | 5                | 6                | 7                | 8                | 9                | 10               | 11               | 12               | 13               | 14               | 15               | Бодови | 16           | 17           | 18           |              | Укупно |
| ------------------- | ------- | ---------------- | ---------------- | ---------------- | ---------------- | ---------------- | ---------------- | ---------------- | ---------------- | ---------------- | ---------------- | ---------------- | ---------------- | ---------------- | ---------------- | ------ | ------------ | ------------ | ------------ | ------------ | ------ |
| Јан Непомничи(ФИДЕ) | 2795    | ½                | 1                | ½                | 0                | 1                | 0                | 1                | ½                | ½                | ½                | ½                | 0                | ½                | ½                | 7      | ½            | ½            | ½            | 0            | 8½     |
| Ding Liren (CHN)    | 2788    | ½                | 0                | ½                | 1                | 0                | 1                | 0                | ½                | ½                | ½                | ½                | 1                | ½                | ½                | 7      | ½            | ½            | ½            | 1            | 9½     |

## Резултати
- Новембар 2003: Светско првенство за младе до 10 година у Хераклију, заједничка 1. са 9½/11 поена са Елтајем Сафарлијем, 2. у тајбрејку [9]
- Април 2004: Тимско првенство Кине за мушкарце у Ђинану, резултат 1/4
- Новембар 2004: Светско првенство за младе до 12 година у Хераклију, 1. место са 9½/11 поена са Џао Наном, друго у тајбрејку [10]
- Јул 2005: Кинеско појединачно првенство у Хефеју
- Април 2007: Зонски турнир 3.5 (Кина) у Дезхоуу, резултат 6½/9
- Јул 2007: Појединачна група Б на првенству Кине за мушкарце у Џухају, резултат 7/10
- Мај 2008: Појединачно првенство Кине у Пекингу, резултат 5½/11 и завршио на 6. месту
- Јун 2008: Селективни турнир за мушкарце за Олимпијаду у Нингбоу, резултат 4/10
- Јул 2008: Отворено првенство Чешке 2008 МС У14 У16 – М-силнице Опен у Пардубицама, резултат 5/5
- Април 2009: Зонски турнир за мушкарце 3,5 (Кина) у Пекингу, резултат 5/11
- Мај 2009: Осмо азијско континентално појединачно отворено првенство у Субик Беј Фрипорту, резултат 6/11 (прва велемајсторска норма)
- Мај 2009: Кинеско појединачно првенство у Шингхуи, Ђангсу, 1. са 8½/11 и 2800+ ТПР [11] (друга ГМ норма)
- Август 2009: Русија – Кина (мушкарци) у Дагомису, постигао 2½/5
- Септембар 2009: Кинески шаховски краљ у Ђинџоуу, постигао 3½/7
- Октобра 2009. постао је 30. велемајстор Кине. [12]
- Април 2011: Кинеско појединачно првенство у Шингхуи, Ђангсу, 1. са 9/11 [13]
- Светско првенство у шаху 2011: избацио Весли Соа [14]
- Април 2012: Кинеско појединачно првенство у Шингхуи, Ђангсу, 1. са 8/11 [15]
- Октобар 2012: SPICE куп у Сент Луису, изједначен за 2. са 5½/10 [16]
- На Аљехиновом меморијалном турниру 2013, одржаном од 20. априла до 1. маја, Лирен је завршио девети, са +1−3=5. [17]
- Март–април 2017: Освојио Грандмастер турнир Лонгганг Схензхен. [18]
- Мај 2017: Освојио Велику награду Москве са 6/9 [19]
- Септембар 2017: Ушао у финале Светског првенства у шаху 2017 . Ово га је квалификовало за Турнир кандидата, првог Кинеза који је то учинио. Касније је изгубио у тајбрејку у финалу од Левона Аронијана .
- Март 2018: Турнир кандидата 2018, Берлин. Чисто 4. место са +1−0=13, једини кандидат без пораза на догађају. [20]
- Април 2018: Схамкир Chess 2018, завршио 2. са 5½/9 (+2–0=7). [21]
- Август 2019: Завршио је друго место на такмичењу Саинт Лоуис Рапид анд Блитз са резултатом 21½/36. Друго место је било изједначено и подељено са Ју Јангијем и Максимом Вашје-Лагравом . [22]
- Август 2019: Динг је освојио Синкфилд куп 2019. победивши Магнуса Карлсена у обе блитз тај-брејк утакмице након нерешених обе брзи тај-брејк утакмице; и Динг и Карлсен постигли су 6½/11 (+2–0=9) у класичним партијама. [23]
- Децембар 2019: Динг је победио у финалу Гранд Цхесс Тоур- а победивши Левона Аронијана у полуфиналу и Максима Вашије-Лаграва у финалу. [24]
- Март 2020. и април 2021.: Динг је играо на турниру кандидата за право да се суочи са Магнусом Карлсеном за Светско првенство у шаху. Почео је споро, изгубивши прве две утакмице, али је турнир завршио са три узастопне победе и завршио на 5. месту. Његова последња победа била је са белим фигурама над победником турнира, Ианом Непомниацхцхијем . [25]
- Јун–јул 2021: Завршио је на 4. месту на Голдмонеи Асиан Рапид турниру. Био је један од осам играча који су се пласирали у нокаут фазу турнира након 3. места у рунди турнира. Поразио је Јан-Кшиштофа Дуду са 1½–½ у четвртфиналу пре него што је у полуфиналу изгубио од Владислава Артемјева са 2–1. Изгубио је од Магнуса Карлсена у мечу за 3. место. [26]
- Децембар 2021: Динг је био полуфиналиста на шампионату у брзом шаху 2021, изгубивши тај-брејкер партију од ГМ Хикаруа Накамуре после четворочасовне борбе напред-назад.
- Мај 2022: Динг је освојио Цхессабле Мастерс 2022. пошто је победио Магнуса Карлсена у полуфиналу и Р Прагнанандхаа у финалу. [27]
- Јул 2022: Завршио други на Турниру кандидата 2022 са резултатом 8/14, победивши ГМ Хикаруа Накамуру у последњем колу.
- Април 2023: Динг је освојио Светско првенство у шаху 2023, победивши ГМ Иана Непомњачија у тај брејку резултатом 2,5 према 1,5.